# Oldenburgisches Staatstheater
Das Oldenburgische Staatstheater ist das älteste Theater in Oldenburg, Niedersachsen.

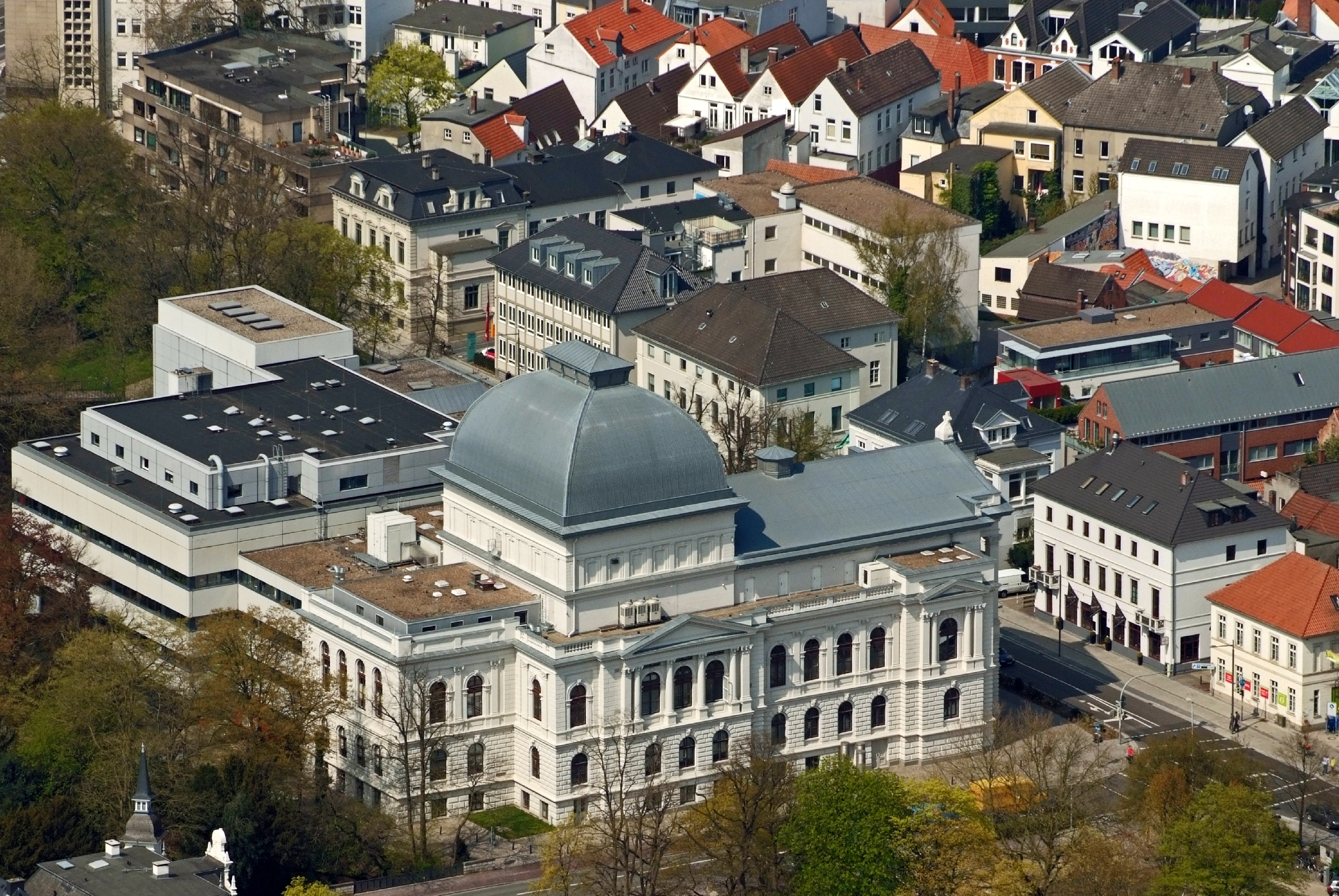
Luftbild

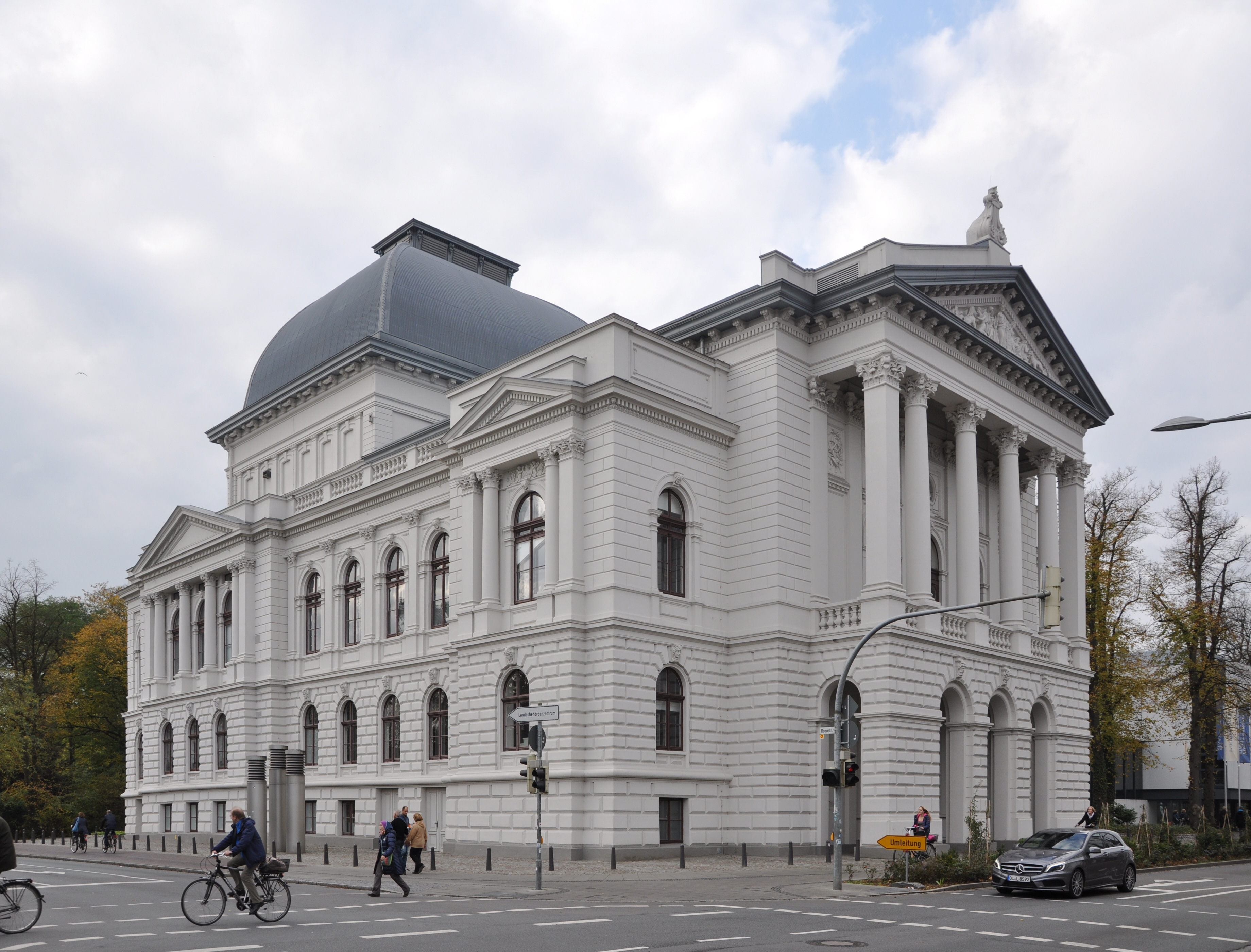
Ansicht vom Theaterwall

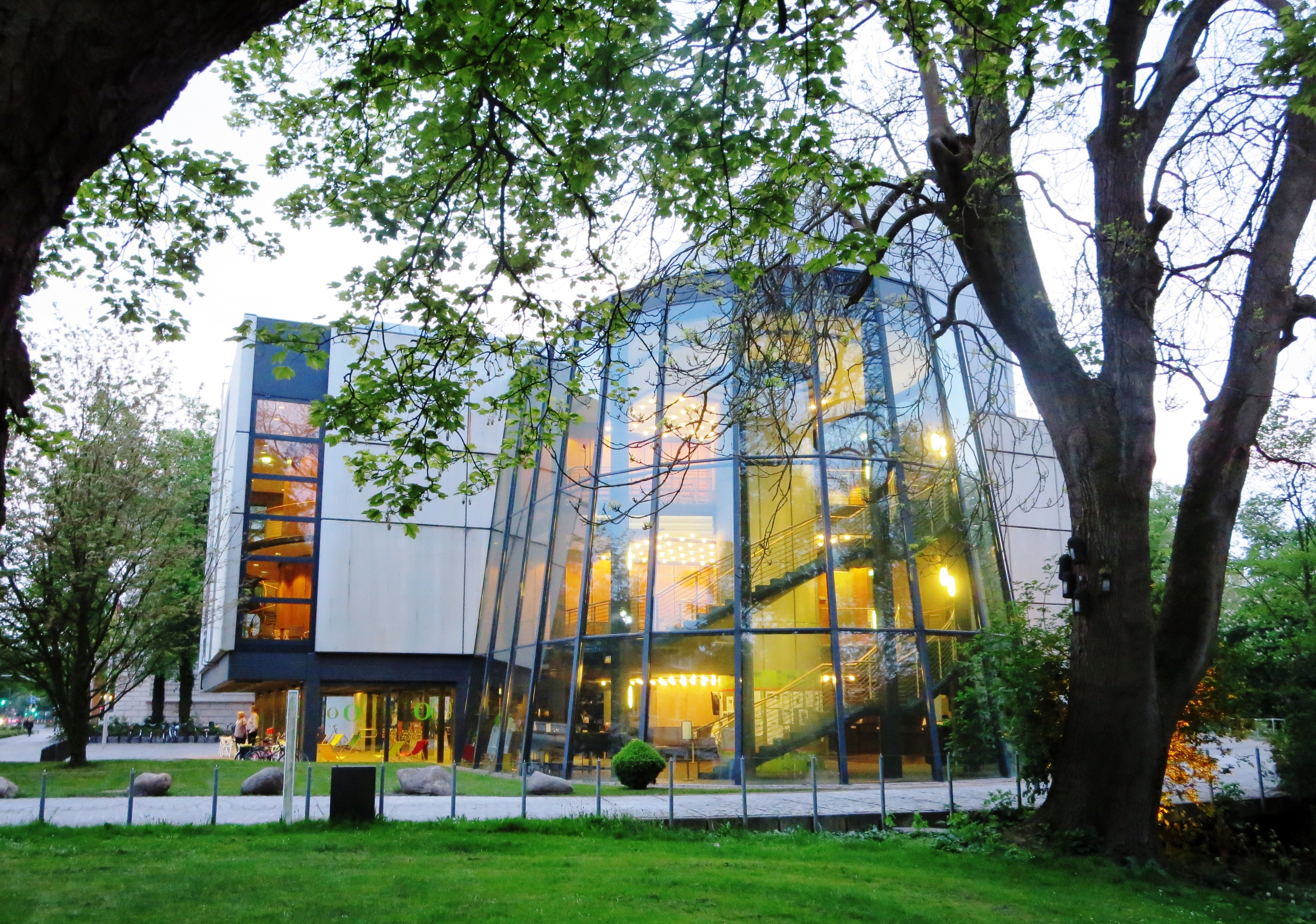
Erweiterung 1998: das Kleine Haus

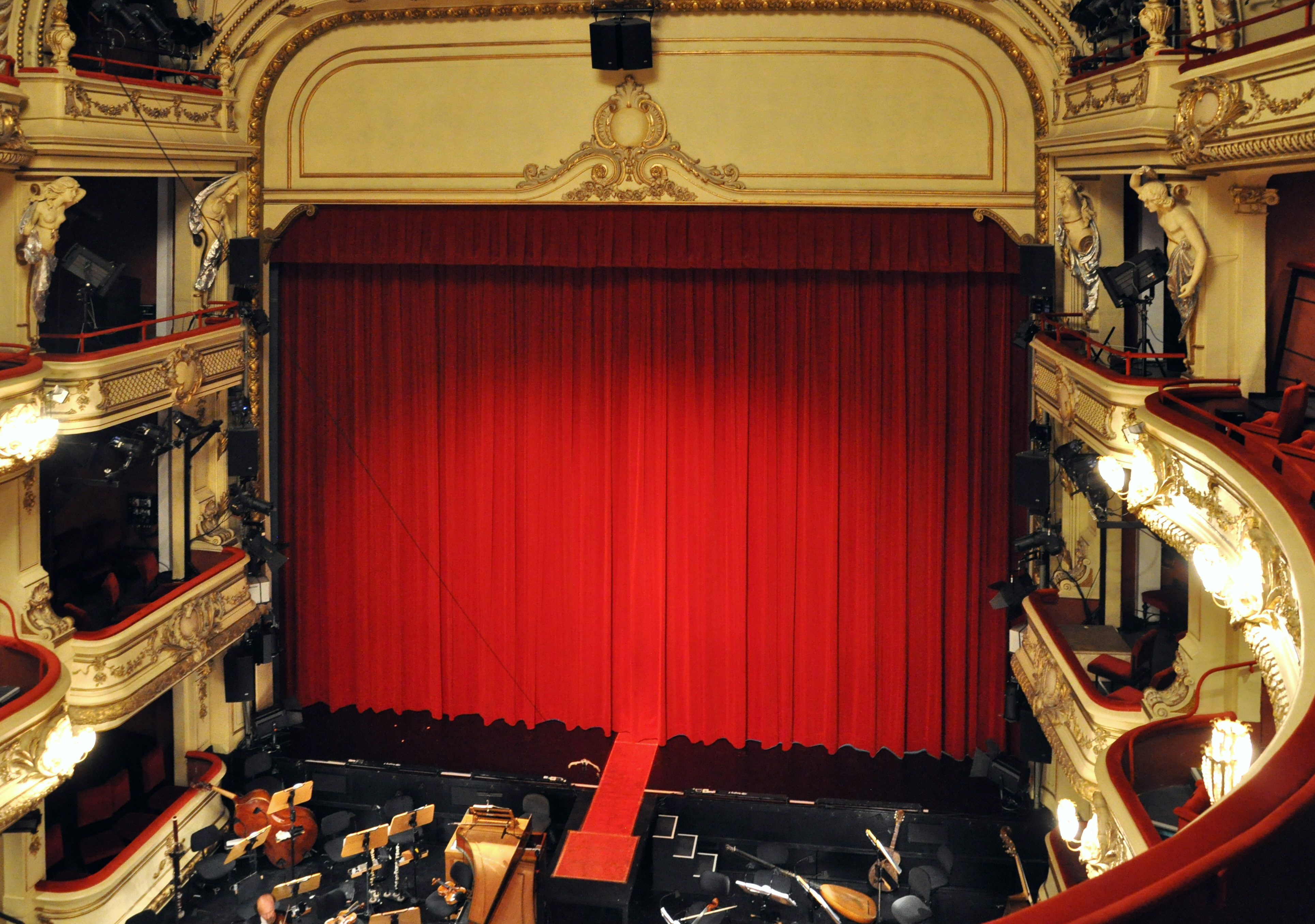
Blick zur Bühne

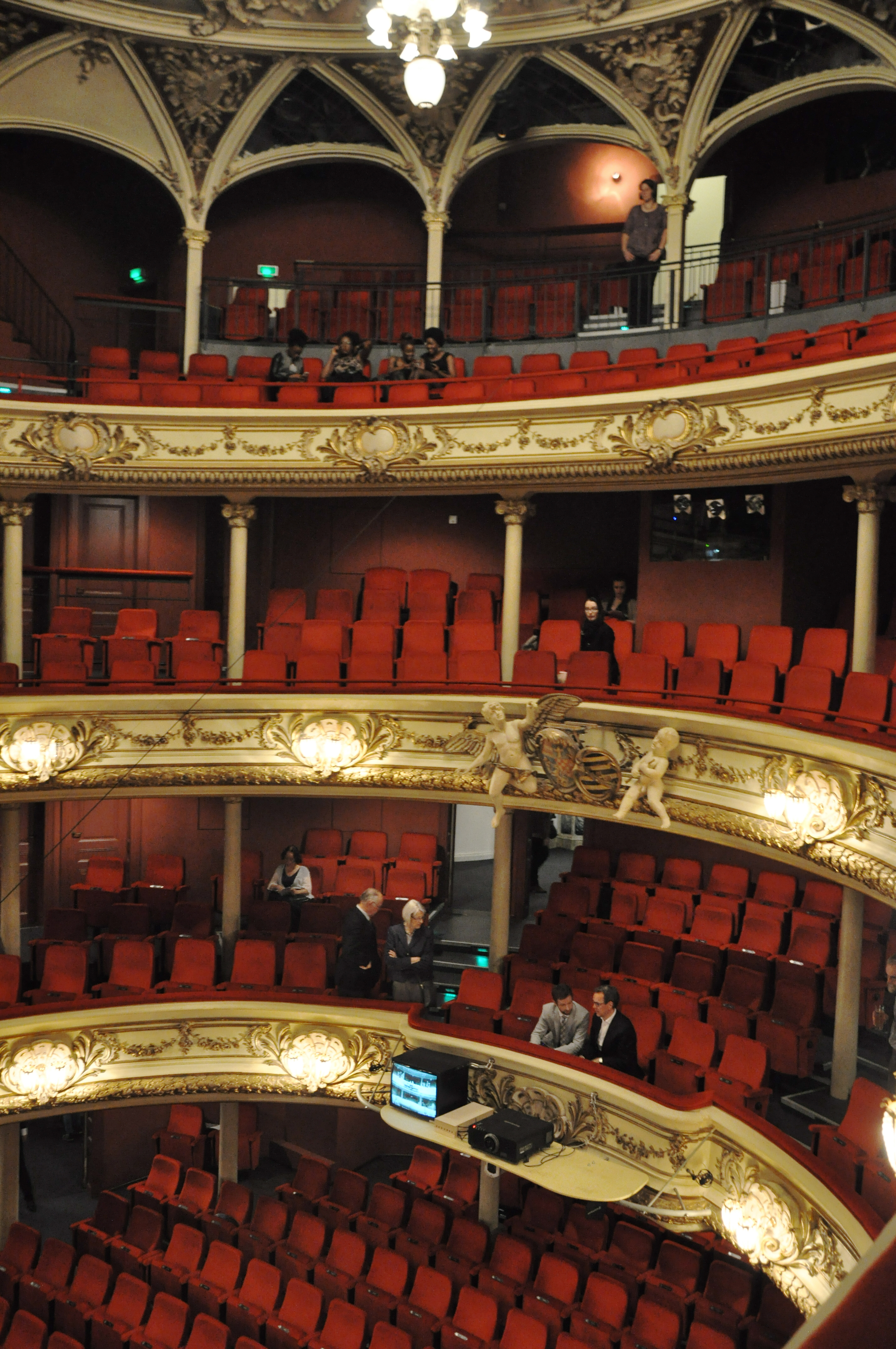
Blick in den Zuschauerraum

Das Siebenspartentheater in öffentlicher Trägerschaft bietet Vorstellungen der eigenen Ensembles in den Sparten Musiktheater (Oper/Operette/Musical), Schauspiel, Tanztheater (Ballett), Konzert, Kinder- und Jugendtheater, Sparte 7 und Niederdeutsches Schauspiel in Kooperation mit der Niederdeutschen Bühne am Oldenburgischen Staatstheater, die ausschließlich Stücke in niederdeutscher Sprache spielt, sowie zahlreiche Gastspiele, Lesungen, Vorträge und Ausstellungen.
Im Hauptgebäude befindet sich das „Große Haus“, mit 540 Sitz- und 43 Stehplätzen bei Oper und Schauspiel und zusätzlichen 75 Sitzplätzen bei Konzerten. Nach einem Umbau im Oktober 1998 findet man hier ebenfalls das Kleine Haus mit 350 Sitzplätzen. Seit 2001 wurde der Spielraum, ein ca. 80 Plätze fassendes Studio-Atelier, reaktiviert. Außerdem verfügt das Theater seit 2008 über noch 2 weitere Bühnen, die sich in der ehemaligen Exerzierhalle Oldenburgs am Pferdemarkt befinden. Diese Bühnen stehen vor allem modernen Theaterformen und Performances offen. Die Halle hat eine Kapazität von etwa 100 Sitzplätzen pro Bühne.
Während der Spielzeit 2010/2011 wurde das große Haus renoviert. Als Ausweichspielstätte wurde die Halle 10 des stillgelegten Fliegerhorstes Oldenburg genutzt, die zu diesem Zweck um- und ausgebaut wurde. Mit der Premiere der Zauberflöte am 1. Oktober 2011/2012 wurde das „Große Haus“ offiziell wiedereröffnet und zugleich die Spielzeit 2011/12 eingeläutet.

## Geschichte
Das kulturelle Bedürfnis der Oldenburger Bürger wurde seit Mitte des 18. Jahrhunderts durch Theater-Gastspiele an immer wieder wechselnden Veranstaltungsorten befriedigt. Um sich zusätzliche Einnahmequellen zu sichern, schlug der Schauspieler und Opernsänger Johann Christian Gerber in Anlehnung an einen schon seit Jahren diskutierten Plan im Juni 1832 vor, mit dem von ihm geleiteten Ensemble des Bremer Stadttheaters regelmäßige Aufführungen in Oldenburg in einer Art „Filialanstalt“ des Bremer Theaters zu veranstalten. Der oldenburgische Schriftsteller und Kabinettssekretär Ludwig Starklof  unterstützte diese Anregung und beauftragte Zimmermeister Hermann Peter Wilhelm Muck mit dem Bau eines als Holzkonstruktion errichteten Theaters. Das Gebäude stand in unmittelbarer Nähe des heutigen Theaters und wurde aus privaten Geldern finanziert. Im Februar 1833 konnte das „Theater in Oldenburg“ eröffnet werden. Kurze Zeit später hatte sich die Theaterkombination Oldenburg-Bremen, die anfangs als eine einleuchtende und vernünftige Lösung erschien, in der Praxis organisatorisch und technisch als enorm schwierig herausgestellt und hatte wirtschaftlich nicht vertretbare Betriebskosten zur Folge. Starklof, der diese Verbindung ohnehin nur als Übergangslösung betrachtete, traf schon bald Vorbereitungen für die Schaffung eines von Bremen unabhängigen Theaters. Als Gerber im November 1834 die Leitung der Bremer Bühne aufgrund finanzieller Schwierigkeiten niederlegen musste, konnte Starklof seinen Plan verwirklichen. Gerber übersiedelte nach Oldenburg und übernahm unter der Oberleitung Starklofs, der als eine Art Intendant fungierte, die Direktion des Theaters, an dem er auch Regie führte und als vielseitig einsetzbarer Schauspieler auftrat.
Ab 1842 erhielt das Theater die Anerkennung vom Monarchen und nannte sich Großherzogliches Hoftheater. Auf dem Gelände zwischen Theaterwall und Stadtgraben vollendete der Hofbaumeister Gerhard Schnitger das Großherzogliche Residenztheater, ein im italienischen Renaissancestil gehaltenen Bau. Durch ein Feuer, vermutlich durch ein Feuerwerk im Innenraum verursacht, brannte es jedoch im November 1891 nieder. Das durch den oldenburgischen Stadtbaumeister Carl Franz Noack im neubarocken Stil wiederaufgebaute Theater wurde 1893 eröffnet, erweitert durch eine Kuppel und zusätzliche Werkstattgebäude. Im November 1918 dankte der letzte Großherzog ab und das Theater wurde im darauffolgenden Jahr in Oldenburgisches Landestheater umbenannt. 1927 wurde Hellmuth Götze als Intendant an das Theater berufen und inszenierte mit großem Erfolg expressionistische, kriegskritische und pazifistische Werke, wie die Oper Wozzeck von Alban Berg oder das Drama U-Boot S 4 von Günter Weisenborn aber auch Stücke wie die Dreigroschenoper. Die Bühnenbilder dazu schuf meist der begabte Ernst Rufer. Hierdurch hatte Götze ab 1931 zunehmend Meinungsverschiedenheiten mit den politisch rechtsstehenden Mitgliedern des Theaterausschusses, was schließlich zu Götzes Kündigung zum 31. Juli 1932 führte. Unter seinem Nachfolger Rolf Roenneke und dem Oberspielleiter Gustav Rudolf Sellner wurde das Theater zum kulturpolitischen Instrument der Nationalsozialisten. Seit der Übernahme des Gebäudes durch den Staat Oldenburg im Zuge des Finanzausgleichs zwischen Ländern und Gemeinden 1938 trägt es den Titel Oldenburgisches Staatstheater.
Der Baukörper wurde durch das Deutsche Theater Göttingen kopiert.

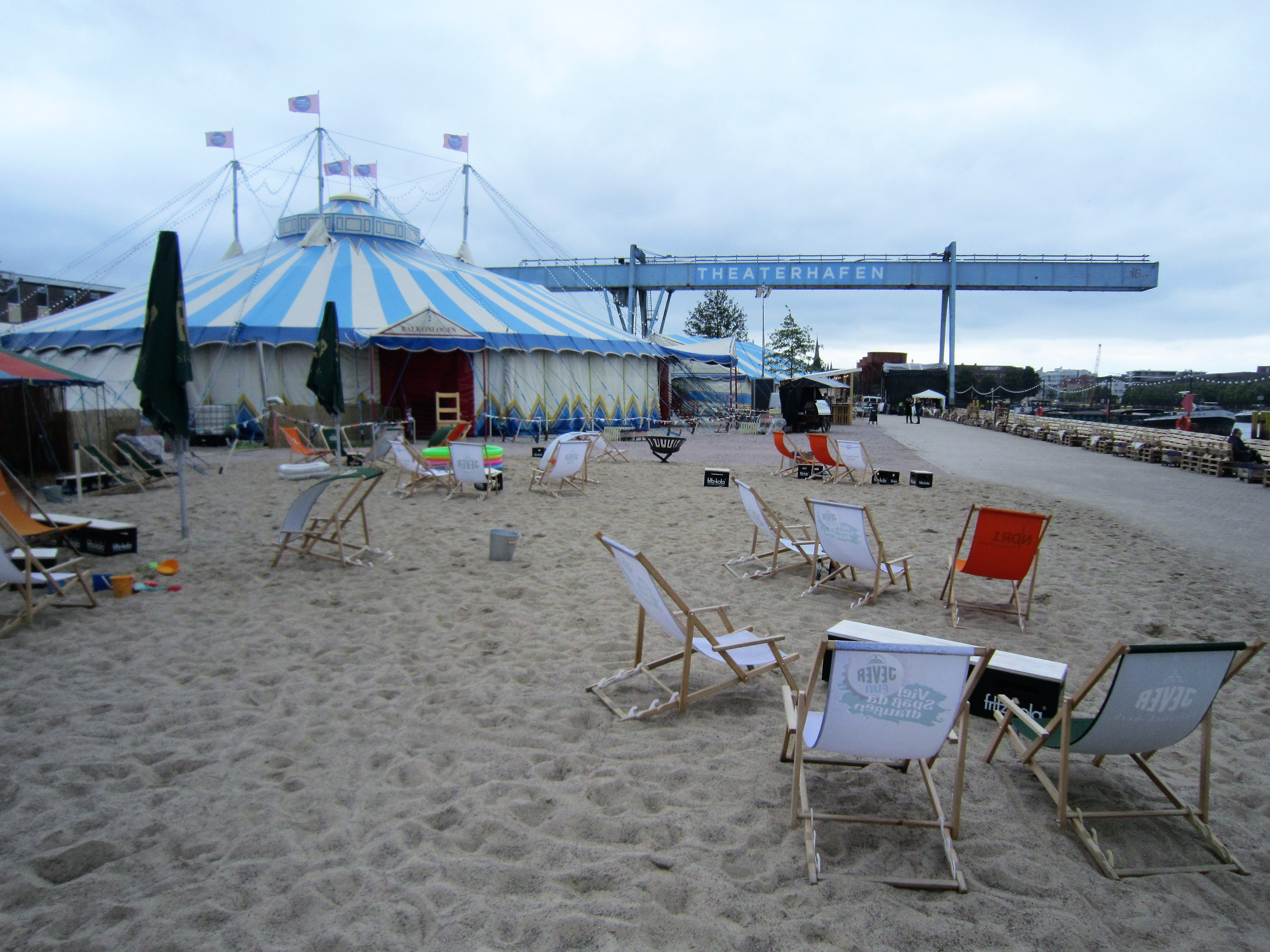
Ausweichquartier Theaterhafen (mit Stadtstrand) im Juni 2018

Wegen notwendiger Umbauarbeiten im Großen Haus zur Verbesserung des Brandschutzes fanden die letzten Aufführungen der Spielzeit 2017/2018 in einem Zelt im Theaterhafen auf dem früheren Gelände der Firma „Rheinumschlag“ am Südufer der Hunte statt.

## Zahlen
Das Theater beschäftigt ca. 450 Mitarbeiter. Der Jahresetat beträgt 32,5 Mio. EUR. Das Theater bringt pro Spielzeit über 30 Premieren heraus und erreichte zuletzt Besucherzahlen von deutlich über 200.000. Die Ensembles bespielen vier Spielstätten: das Große Haus (540 Plätze, 43 Stehplätze), das Kleine Haus (bis zu 350 Plätze), die Studiobühne „Spielraum“ (ca. 80 Plätze) und die Exerzierhalle am Pferdemarkt (etwa 100 Plätze).

## Kooperationen
- mit klangpol (gefördert durch das Netzwerk Neue Musik und die Kulturstiftung des Bundes)
- mit der Erna-Schlüter-Operngesellschaft
- mit der Theaterlandschaft Nordwest
- mit der Universität Oldenburg

## Leitung
In den Jahren 1833 bis 1842 wurde das Theater von Hofrat Carl Christian Ludwig Starklof und Direktor Johann Christian Gerber geleitet. Ihnen folgten Intendant Ferdinand von Gall (1842–1846), Intendant Kammerherr Graf von Bocholtz (1846–1854), Direktor Karl Jenke (1854–1857), Direktor Gustav Carl Moltke (1857–1867), Direktor August Becker (1867 bis 1874), Direktor Friedrich Woltereck (1874–1884), Direktor Otto Devrient (1884–1889), Direktor Gustav Fischer (1889–1893), Intendant Friedrich von Wangenheim (1893–1896) und Intendant Leon Alexander Joseph von Radetzky-Mikulicz (1896–1918).
Während der Weimarer Republik waren die Theaterleiter Direktor Gustav Kirchner (1918–1921), Intendant Renato Mordo (1921–1924), Intendant Richard Gsell (1924–1927) und Intendant Hellmuth Götze (1927–1932), während des Dritten Reiches Intendant Rolf Roennecke (1932–1936), Generalintendant Hans Schlenck (1936–1940) und Intendant Arthur Schmiedhammer (1940–1944).
Nach dem Zweiten Weltkrieg wurde das Theater geleitet von Irene de Noiret und Otto Daue (beide 1945/46), anschließend von den Intendanten Albert Lippert (1946/47), Jost Dahmen (1947/48), Gerd Briese (1948–1954), Fred Schroer (1954–1957), Ernst Dietz (1957–1963) und Wilhelm List-Diehl (1963–1968), der seit 1964 den Titel Generalintendant führte. Über fast zwei Jahrzehnte (1968–1985) wurde das Theater von Generalintendant Harry Niemann geleitet. Seine Nachfolger waren Hans Häckermann (1985–1993), Stephan Mettin (1993–2001) und Rainer Mennicken (2001–2006). Zum Spielzeitbeginn 2006/07 übernahm Markus A. Müller die Leitung des Theaters, im Sommer 2014 wurde Christian Firmbach Generalintendant. Firmbach verließ das Haus im Sommer 2024 und wurde neuer Generalintendant am Badischen Staatstheater Karlsruhe. Ab der Spielzeit 2024/25 übernahm Georg Heckel die Leitung des Hauses.

## Tanzsparte
Die Ausrichtung der Tanzsparte des Oldenburgischen Staatstheaters wechselte in jüngerer Vergangenheit abhängig von der jeweiligen Direktion von Tanztheater, über zeitgenössischen Tanz, bis zum Ballett. Ingrid Collett prägte als Ballettdirektorin das Ensemble von 1983 bis 1998. In den Jahren 1998 bis 2000 war Irina Pauls Leiterin des neu gegründeten TanzTheaters am Oldenburgischen Staatstheater. Nach der Spielzeit 2000/2001, die ohne eigenes Ensemble stattfand und ausschließlich auf Gastspiele ausgelegt war, folgte von 2001 bis 2006 Martin Stiefermann und gleichzeitig die Umbenennung in Tanzcompagnie Oldenburg. Unter Honne Dohrmanns Direktion (2007–2014) kooperierte das Ensemble unter dem Namen nordwest eng mit dem Tanztheater Bremen und produzierte einige gemeinsame Produktionen. In dieser Zeit lag der Schwerpunkt insbesondere auf der Zusammenarbeit mit international renommierten Choreografen wie Rami Be'er, Ingun Bjørnsgaard, Sharon Eyal, Omar Rajeh, Tero Saarinen und anderen. Mit Beginn der Spielzeit 2014/2015 übernahm Antoine Jully und richtete die Sparte wieder klassischer aus. Die Sparte operiert seitdem offiziell wieder unter der Bezeichnung Ballett.

## Bekannte Ensemblemitglieder

### Schauspieler
- Claus Boysen (1968–1985)
- Matthias Brandt (1985)
- Sibylle Canonica
- Tom Witkowski (1976–1979)
- Andrea Clausen (1982)
- Georg Dröscher (1885–1896)
- Ulrike Folkerts (1987)
- Hanno Friedrich
- Claus Theo Gärtner
- Hans Häckermann (1985–1993 auch als Intendant tätig)
- Sebastian Herrmann
- Dagmar Hessenland
- Michael Marwitz
- Sabine Postel
- Marianne Simson (1963–1968)
- Andrea Spatzek
- Berndt Uhl (1954–1957)

### Moderatoren
- Klaas Heufer-Umlauf

### Sänger
- Daniel Behle
- Paula Brivkalne
- Irene Dalis
- Margot Guilleaume
- Lutz-Michael Harder
- Berthold Possemeyer
- Barbara Schmidt-Gaden

### Regisseure
- Marc Becker
- Albrecht Hirche
- Urs Odermatt
- Oscar Fritz Schuh
- Gustav Rudolf Sellner (1932–1937)

### Dramaturgen
- John von Düffel (1995–1996)
- Julius Mosen (1844–1854)
- Christoph Schwandt
- Klaus Zehelein